# Associazione Sportiva Dilettantistica Imperia
La Società Sportiva Dilettantistica Imperia Calcio SRL, meglio conosciuta come Imperia, è una società calcistica italiana con sede nella città di Imperia. Milita in Serie D, la quarta divisione del campionato italiano di calcio.
La società nasce da diversi cambi di denominazione, infatti l'origine del titolo sportivo è del 2006 (con matricola FIGC 917147) quando dalla fusione tra il Riviera Calcio Imperia (matricola 665150) e la Valle Impero Pontedassio (matricola 79198) venne fondata l'A.S.D. RivieraPontedassio 2006, che nel 2008 tramutò in A.S.D. P.R.O. Imperia e nel 2010 in A.S.D. Pro Imperia.
Nell'estate del 2012 l'A.S.D. Imperia Calcio e l'A.S.D. Pro Imperia strinsero un accordo che prevedeva la nascita di un solo club cittadino, per il prosieguo della storia tramandata dal 1923 dall'U.S. Imperia.

## Storia

### Il calcio a Imperia
Le origini del calcio in città risalgono al 1923 quando venne fondata l'Unione Sportiva Imperia (nel 1924 iniziò l'attività) proprio lo stesso anno della creazione del comune ligure. La società è stata radiata al termine del campionato 1987-1988 per inadempienze finanziarie.
Dopo la radiazione dell'Unione Sportiva Imperia nell'estate del 1988, il titolo sportivo originale non venne più utilizzato da nessuna società che ereditò il nome Imperia e la sua storia sportiva.
Le società che utilizzarono il loro titolo sportivo e mandarono avanti la storia calcistica cittadina furono:
- L'A.S. imperia '87 (dal 1988 al 2008 con diversi cambi di denominazione)
- L'A.S.D. Imperia Calcio (dal 2008 al 2012 dopo che l'A.S.D. Progetto Olimpia Imperia ha cambiato denominazione)
- L'A.S.D. Imperia (dal 2012 a oggi)

Nella storia calcistica cittadina ogni società a prescindere la denominazione sportiva è sempre stata ribattezzata dai tifosi, addetti ai lavori e dai media semplicemente Imperia.

#### 1923: U.S. Imperia

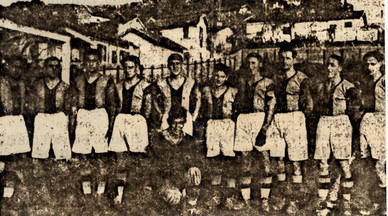
L'Imperia del 1929-1930

L'Unione Sportiva Imperia fondata nel 1923 si contende nel primo decennio il predominio in provincia con la Ventimigliese. Nella zona esisteva anche un'altra importante squadra: la Sanremese, che però aderiva all'Unione Libera Italiana del Calcio, che dal 1934 cambiò nome in Sezione Propaganda.
All'inizio del campionato 1928-29 l'Imperia viene inserito nel girone A della Seconda Divisione, gestita dal Direttorio Divisioni Inferiori Nord. Nella stagione 1929-30, vincendo il girone A della Seconda Divisione, con largo anticipo conquista la promozione in Prima Divisione, torneo antesignano della Serie C, categoria della quale è fra i fondatori nel 1935 rimanendovi fino al 1939, quando deve rinunciare per difficoltà economiche. La stagione successiva 1939-40 rientra nei ranghi regionali iscrivendosi al campionato di Prima Divisione Ligure, campionato che disputò malgrado l'inizio della seconda guerra mondiale (nessun campionato, neanche regionale, fu sospeso fino alla stagione 1942-43).

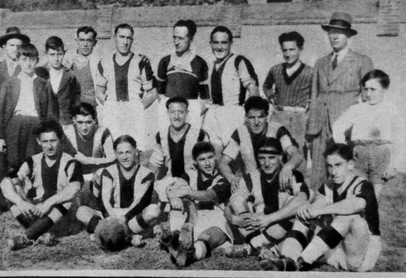
L'Imperia del 1932-1933

Nel 1946 l'Imperia viene ammessa al girone A della Serie C dell'Alta Italia: si piazza al 17º posto e deve richiedere il ripescaggio. Nella stagione 1947-48, con il 5º posto nel girone A l'Imperia viene ammessa alla Promozione, dove resta fino al 1952 perché retrocede in Promozione Ligure a causa della necessaria ristrutturazione voluta dal Presidente della F.I.G.C. Ottorino Barassi. L'Imperia riemerge dai campionati regionali alla fine della stagione 1958-59. Nel 1959, infatti, vince il girone ligure del Campionato Nazionale Dilettanti e si qualifica per la nuova Serie D.
Le stagioni si succedono con due seconde posizioni, nel 1961 e nel 1963. Nel 1967 rischia la retrocessione, con un 16º posto, ma si salva grazie all'allargamento dei gironi. Nel 1970 ottiene la promozione in Serie C, vincendo il girone A della Serie D.
Ottiene un 12º posto, ma nel 1972 è 19ª e retrocede di nuovo in Serie D. Nel 1978 rivince il suo girone e viene ammessa alla nuova Serie C2, classificandosi subito 5.a. L'anno successivo però retrocede di nuovo. L'altalena continua e nel 1980 vince il girone A della Serie D e torna in C2. Questa volta la permanenza è leggermente più lunga, condita da due noni posti, ma nel 1985 retrocede per classifica avulsa, classificandosi al 18º posto.

L'Imperia del 1978-1979

Tornata nell'Interregionale (che nel frattempo aveva sostituito la Serie D) sfiora subito la promozione, anche grazie all'ingaggio dell'ex centravanti della Fiorentina Claudio Desolati, ma poi retrocede nel campionato di Promozione nel 1987. I guai continuano l'anno successivo: dopo un mediocre 12º posto l'U.S. Imperia viene radiata dai campionati per inadempienze finanziarie.

#### 1987: A.S. Imperia '87
L'U.S. Imperia viene sostituita dalla neonata A.S. Imperia '87, che quell'anno ha vinto il campionato di Terza Categoria, e quindi ammessa in Seconda Categoria Ligure.
Negli anni successivi risale la china e nel 1991 torna in Promozione Ligure, assumendo l'anno successivo la denominazione Associazione Calcio Imperia. Nel 1993 vince il girone e viene promosso in Eccellenza, da cui nel 1996 giunge al Campionato Nazionale Dilettanti.
Nel 1998 assume la denominazione Imperia Calcio e nel 1999 conquista la promozione in Serie C2, da cui retrocede però subito dopo i play-out con il Novara.

Da sinistra: il difensore Cristiano Giuntoli premiato da Franco Ranzini, leggenda del calcio imperiese, dopo la vittoria del Campionato Nazionale Dilettanti 1998-1999 e annessa promozione in Serie C2.

Nel 2001 è 17º nel girone A di Serie D, retrocede in Eccellenza, ma viene ripescata. Assume la denominazione di Unione Sportiva Imperia Calcio 1923.
Nel 2004 retrocede veramente, ma nel 2006 riconquista la partecipazione alla Serie D.
Il ritorno nella massima categoria del calcio dilettantistico, però, non pone fine ai travagli societari del club ligure: nel marzo del 2008, l'Unione Sportiva Imperia 1923, oberata dai debiti e con già tre sconfitte per rinuncia a proprio carico, è a un passo dalla radiazione che arriva il 19 maggio 2008 dopo la mancata presentazione per la partita dei play-out con la Novese.

#### 2008: A.S.D. Imperia Calcio
Nella stagione 2008-2009 l'A.S.D. Progetto Olimpia Imperia cambia denominazione in A.S.D. Imperia Calcio partecipa alla Seconda Categoria Ligure venendo subito promossa in Prima Categoria Ligure. La squadra mantiene gli storici colori nerazzurri e gioca nello Stadio Nino Ciccione.
Nella stagione successiva, altra vittoria finale che le è valso l'accesso nel campionato di Promozione Ligure.
Nell'anno seguente parte da favorita, ma nel campionato lotta per la prima posizione con squadre come Andora, Ceriale, Voltrese e Finale; conclude il campionato in 2ª posizione e accede ai play-off dove incontra prima il Colli di Luni (battuto ai rigori) e poi il Campomorone, vincendo a Genova 5-1 e a Imperia 5-0, conquistando quindi la promozione in Eccellenza.
Nell'anno 2011-2012 vince la sua seconda Coppa Liguria di Eccellenza e Promozione battendo ai rigori il Sestri Levante e terminando il campionato di Eccellenza Liguria al 5º posto.
Nell'estate 2012 la società dopo lunghe trattative, in accordo con l'A.S.D. Pro Imperia, non si iscrive al campionato di Eccellenza Liguria 2012-13, in modo da liberare la denominazione in Federazione (FIGC) e poter creare un'unica società con il nome Imperia in serie D.

#### 2012: A.S.D. Imperia
L'A.S.D. Pro Imperia, le cui origini risalgono al 2006 quando venne fondata l'A.S.D. RivieraPontedassio 2006, militante in D cambia sia la denominazione sociale in A.S.D. Imperia che i colori sociali con il nero azzurro storico dell'Unione Sportiva Imperia, cambia logo inserendo il Dragone dell'Imperia Calcio e la data 1923, anno della fondazione della prima squadra cittadina.
Nella stagione 2012-2013 è stata l'unica società calcistica in provincia d'Imperia a partecipare a un campionato nazionale. Al termine della stagione retrocede in Eccellenza.
Nella stagione 2013-14 si classifica al 9º posto e al 6. in quella successiva in Eccellenza.
Nel dicembre 2013 la società A.S.D. Imperia, per festeggiare i 90 anni della città e quindi dell'Imperia Calcio, visto la ricorrenza comune organizzò diversi eventi, tra cui un trofeo giovanile con squadre professionistiche.

## Denominazioni
Denominazioni delle squadre di calcio a Imperia dalle origini ai giorni nostri:
- Dal 1923 al 1988: U.S. Imperia (fallimento)

- Dal 1988 al 1992: A.S. Imperia '87
- Dal 1992 al 1998: A.C. Imperia (ridenominazione)
- Dal 1998 al 2001: Imperia Calcio (ridenominazione)
- Dal 2001 al 2008: U.S. Imperia 1923 (ridenominazione) (fallimento)

- Dal 2008 al 2012: A.S.D. Imperia Calcio (nuova denominazione dell'A.S.D. Progetto Olimpia Imperia – ritiro in accordo con l'A.S.D. Pro Imperia)

- Dal 2012: A.S.D. Imperia (nuova denominazione dell'A.S.D. Pro Imperia in seguito agli accordi con l'A.S.D. Imperia Calcio)

## Colori e simboli
I colori storici dell'Imperia sono il nero e l'azzurro, con simbolo il drago.

### Stemma
L'Imperia, a ogni cambio di denominazione ha anche cambiato logo, ma mantenendo sempre il drago al suo interno.

## Strutture

### Stadio
L'Imperia gioca le partite casalinghe allo Stadio Nino Ciccione, impianto sportivo in erba di 3.300 posti a sedere intitolato a Giovanni "Nino" Ciccione, caporale imperiese caduto durante la prima guerra mondiale.
Sede delle partite ufficiali dell’A.S.D. Imperia, è omologato per tutte le categorie sino alla Lega Pro.

## Società

### Sponsor
- dal 1981-82 al 1984-85: Olio Sasso
- 1985-86: Oleificio Borelli
- dal 1987-88 al 1989-90: Sicauto
- dal 1990-91 al 1995-96: Oleificio Borelli
- dal 1996-97 al 1997-98: Arredamenti Supermercatutto
- dal 1998-99 al 1999-00: Saima Avandero
- dal 2003-04 al 2007-08: @pconet
- dal 2009-10 al 2011-12: Latte Frascheri
- dal 2017-18 ad oggi: Denis Muca ristrutturazioni edili

## Allenatori e presidenti
- 1926-1929:  Comm. Tecnica
- 1929-1931:  Ercole Carzino
- 1931-1932:  Giuseppe Saglietto
- 1932-1933:  Enrico Carzino e Giuseppe Saglietto
- 1933-1935:  Giuseppe Saglietto
- 1935-1936:  Cesare Cassanelli
- 1936-1937:  József Wereb
- 1937-1940:  Pietro Scevola
- 1945-1947:  Giuseppe Saglietto
- 1947-1948:  Del Ponte
- 1948-1949:  Giacomo Neri
- 1949-1950:  O. Bacigalupo
- 1950-1951:  Riccardi
- 1951-1952:  Lello Nante
- 1952-1953:  Libero Bartoli, Cesare Testera
- 1953-1954:  Cesare Testera
- 1954-1955:  Nino Arrigo, Cesare Testera
- 1955-1956:  Lello Nante
- 1956-1957:  Tito Celani
- 1957-1958:  Bruno Sculli, Renato Cavallero
- 1958-1959:  Giuseppe Mainardi, Bartolomeo Garibbo
- 1959-1960:  Bartolomeo Garibbo, Ugo Amoretti, Solari, Trevisan
- 1960-1961:  Pietro Pastorino, Libero Bartoli
- 1961-1962:  Felice Pelizzari, Ugo Amoretti
- 1962-1963:  Ugo Amoretti
- 1963-1965:  Mario Ventimiglia
- 1965-1966:  Ugo Amoretti
- 1966-1967:  Pietro Broccini
- 1967-1968:  Lanfranco Albertelli, Giuseppe Calcagno
- 1968-1969:  Giuseppe Calcagno, Giovanni Battista Luciano
- 1969-1971:  Luigi Bodi
- 1971-1972:  Luigi Bodi, Giovanni Battista Luciano, Giuseppe Bonizzoni
- 1972-1973:  Giuseppe Bonizzoni, Faustino Turra
- 1973-1974:  Francesco Duzioni, Luigi Bodi
- 1974-1975:  Faustino Turra, Luciano Dagnino
- 1975-1977:  Enrico Hanset
- 1977-1979:  Bruno Baveni
- 1979-1980:  Giovanni Brenna, Franco Ferrari
- 1980-1982:  Giovanni Sacco
- 1982-1983:  Giovanni Sacco, Luigi Bodi
- 1983-1984:  Bruno Baveni
- 1984-1985:  Giuseppe Grassotti
- 1985-1986:  Bruno Baucia, Oscar Lesca
- 1986-1987:  Emiliano Giordano, Tino Invernizzi, Emiliano Giordano
- 1987-1988:  Emiliano Giordano, Giovanni Schiesaro

- 1988-1991:  Michele Sinagra
- 1991-1994:  Alfredo Bencardino
- 1994-1995:  Alfredo Bencardino, Lorenzo Barlassina
- 1995-1996:  Lorenzo Barlassina, Adriano Pisano
- 1996-1997:  Adriano Pisano, Flavio Ferraro
- 1997-1998:  Flavio Ferraro, Marcello Pallini, Flavio Ferraro
- 1998-1999:  Giorgio Benedetti
- 1999-2000:  Giorgio Benedetti, Carlo Soldo
- 2000-2001:  Francesco Radio, Fausto Salsano, Francesco Radio, Luigi Bodi, Francesco Ghigliazza
- 2001-2002:  Alfredo Bencardino, Giuseppe Cavallaro
- 2002-2003:  Giuseppe Cavallaro, Leo Andrian
- 2003-2004:  Sergio Ghilino, Luca Oddone, Felicino Vaniglia
- 2004-2005:  Giorgio Benedetti
- 2005-2006:  Giorgio Benedetti, Everest Brilla, Giancarlo Riolfo
- 2006-2007:  Gianluca Enselmi, Claudio Merlo, Roberto Barozzi, Gianluca Enselmi
- 2007-2008:  Giancarlo Riolfo, Everest Brilla,  Lilian Martin, Lorenzo Mazzeo, Loris Boni, Everest Brilla, Gianluca Enselmi

- 2008-2009:  Sauro Marinelli
- 2009-2010:  Giorgio Benedetti
- 2010-2011:  Sergio Soncin, Alfredo Bencardino
- 2011-2012:  Alfredo Bencardino, Roberto Biffi

- 2012-2013:  Alessandro Lupo, Filippo Vito Di Pierro, Alessandro Lupo
- 2013-2014:  Andrea Caverzan
- 2014-2016:  Gianluca Bocchi
- 2016-2017:  Valentino Papa, Alfredo Bencardino
- 2017-2018:  Alfredo Bencardino
- 2018-2019:  Pietro Buttu, Nicola Colavito[2]
- 2019-2021:  Alessandro Lupo
- 2021-2022:  Nicola Ascoli, Antonio Soda
- 2022-2023:  Alessandro Lupo, Gianluca Bocchi, Matteo Solari
- 2023-2024:  Mario Pisano, Pietro Buttu

- 1923-1927:  Mario Valentini
- 1927-1931:  Pietro Isnardi
- 1931-1939:  Giuseppe Squillario
- 1945-1946:  Giuseppe Tessitore
- 1946-1948:  Stefano Senardi
- 1948-1949:  Gaetano Ughes
- 1949-1950:  Paolo Novaro
- 1950-1951:  Giuseppe Benci
- 1951-1952:  Gianni Vaccari, Abramo Riolfo
- 1952-1954:  Abramo Riolfo
- 1954-1955:  Abramo Riolfo, Piero Tropini
- 1955-1957:  Enrico Lai
- 1957-1959:  Vincenzo Sbrizzi
- 1959-1963:  Carlo Rizzo
- 1963-1968:  Arcangelo Musso
- 1968-1971:  Nicolò Temesio
- 1971-1972:  Dino Sciolli, Carlo Rizzo
- 1972-1973:  Carlo Rizzo, Arcangelo Musso
- 1973-1975:  Arcangelo Musso
- 1975-1981:  Angelo Duberti
- 1981-1983:  Franco Lanteri
- 1983-1984:  Bruno Bonacina
- 1984-1988:  Werner Rivaroli

- 1988-1994:  Niclo Calcagno
- 1994-1996:  Mario Leone
- 1996-1999:  Giuseppe Cipolla
- 1999-2000:  Giuseppe Cipolla, Renato Cavalleri, Diego David
- 2000-2001:  Milo Durante
- 2001-2002:  Milo Durante, Fabrizio Vincenzi
- 2002-2003:  Benedetto Piro, Gianfranco Montali
- 2003-2007:  Gianfranco Montali
- 2007-2008:  Gianfranco Montali, Mirco Buzzetti, Bruno Paparella

- 2008-2012:  Antonio Gagliano (già Presidente del Progetto Olimpia Imperia, prima del cambio di denominazione)

- 2012-2013:  Marco Alberti (già Presidente della Pro Imperia, prima del cambio di denominazione)
- 2013-:  Fabrizio Gramondo

## Palmarès

### Competizioni nazionali
- Serie D: 3

1969-1970 (girone A), 1977-1978 (girone A), 1980-1981 (girone A)
- Campionato Nazionale Dilettanti: 1

1998-1999 (girone A)

### Competizioni regionali
- Seconda Divisione: 1

1929-1930 (girone A)
- Eccellenza: 3

2005-2006, 2019-2020, 2023-2024
- Prima Categoria: 1

2009-2010 (girone A)
- Seconda Categoria: 1

2008-2009 (girone A)
- Coppa Italia Dilettanti Liguria: 4

2005-2006, 2011-2012, 2022-2023, 2023-2024

### Competizioni giovanili
- Campionato nazionale Dante Berretti: 1

1973-1974 (torneo Serie D)

### Onorificenze
- Stella d'argento al Merito Sportivo: 1980

## Statistiche e record

### Partecipazione ai campionati
| Livello | Categoria       | Partecipazioni | Debutto   | Ultima stagione | Totale |
| ------- | --------------- | -------------- | --------- | --------------- | ------ |
| C       | Prima Divisione | 5              | 1930-1931 | 1934-1935       | 20     |
| C       | Serie C         | 8              | 1935-1936 | 1971-1972       | 20     |
| C       | Serie C2        | 7              | 1978-1979 | 1999-2000       | 20     |
| D       | Promozione      | 4              | 1948-1949 | 1951-1952       | 35     |
| D       | Interregionale  | 2              | 1984-1985 | 1985-1986       | 35     |
| D       | Serie D         | 31             | 1959-1960 | 2025-2026       | 35     |

L'imperia ha giocato per 56 stagioni nelle leghe interregionali della FIGC. In chiaro sono evidenziate le annate professionistiche, in scuro quelle dilettantistiche.

### Statistiche di squadra
L'Imperia, fino alla stagione 2014-2015, ha disputato 2596 partite, suddivise in 1052 vittorie, 723 pareggi e 821 sconfitte. Ha inoltre messo a segno 3567 reti, subendone 3053 e totalizzando 3070 punti. L'avversario maggiormente affrontato è l'Albenga, incontrato 70 volte; seguono Savona, 66, Sanremese, 58, Entella e Derthona, 56.

### Statistiche individuali
Il calciatore che detiene il record di presenze con la casacca dell'Imperia è Giuseppe Giglio; dietro di lui, Roberto Iannolo e Luigi Bosca. Iannolo detiene invece il record di marcature; seguono Franco Ranzini ed Amerigo Castagna. Giuseppe Saglietto è invece l'allenatore che ha accumulato più panchine, in totale 176, di cui 75 vittorie, 35 pareggi e 66 sconfitte; dietro di lui si piazzano Pietro Scevola con 160 panchine e Luigi Bodi con 142.
Di seguito le top 10 dei primatisti di presenze e reti della storia societaria:
| Record di presenze - 350 Giuseppe Giglio - 273 Roberto Iannolo - 269 Luigi Bosca - 263 Giancarlo Ronco - 251 Guido Calzia - 238 Gianluca Bocchi - 216 Alessandro Ambrosini - 210 Luca Oddone - 203 Piero Natta - 185 Franco Ranzini - 185 Claudio Vago - 185 Antonio Benedetto | Record di reti - 139 Roberto Iannolo - 75 Franco Ranzini - 61 Amerigo Castagna - 56 Emiliano Giordano - 49 Cristian Pennone - 48 Giovanni Geremia - 44 Giuseppe Giglio - 43 Pietro Daddi - 40 Cristiano Masuero - 40 Salvatore Sacco |

## Tifoseria

### Gemellaggi e rivalità
La tifoseria imperiese (Ultras Imperia 1977 e tutti i sottogruppi) è gemellata con quella del Nizza, del Savona e del Derthona (solo Banda Vigu e La Terza età ovvero gli ex QDS 95).
La rivalità più sentita dai neroazzurri, è sicuramente quella con i tifosi della Sanremese, di conseguenza vi è antipatia con gli ingauni (sostenitori dell'Albenga) gemellati proprio con i matuziani. 
Non sono buoni i rapporti con i tifosi di Sestri Levante.